# Timor Wschodni na Mistrzostwach Świata w Lekkoatletyce 2011
Timor Wschodni na Mistrzostwach Świata w Lekkoatletyce 2011 był reprezentowany przez 1 zawodnika – Ribeiro Pinto de Carvalho, dla którego był to debiut na tego typu zawodach. Wystartował on w jednej konkurencji, biegu na 1500 m, w którym zajął ostatnią, 37. pozycję, uzyskując czas 4:30,56 i ustanawiając swój rekord życiowy.

## Wyniki reprezentantów Timoru Wschodniego

### Mężczyźni

#### Konkurencje biegowe
| Konkurencja    | Zawodniczka               | Eliminacje | Eliminacje | Półfinał | Półfinał | Finał    | Finał   |
| Konkurencja    | Zawodniczka               | Rezultat   | Pozycja    | Rezultat | Pozycja  | Rezultat | Pozycja |
| -------------- | ------------------------- | ---------- | ---------- | -------- | -------- | -------- | ------- |
| Bieg na 1500 m | Ribeiro Pinto de Carvalho | 4:30.56    | 37.        | nq       | nq       | nq       | nq      |